# Jacques van Monaco
Jacques Honoré Rainier Grimaldi (La Colle, 10 december 2014), erfprins van Monaco,  markies van Baux, is de jongstgeborene van de tweeling van vorst Albert II van Monaco en vorstin Charlène.
Hij is door de Salische Wet eerste in lijn voor de troonopvolging in Monaco, voor zijn eerstgeboren tweelingzus Gabriella.
Hij werd op 10 mei 2015 samen met Gabriella gedoopt in de Kathedraal van Monaco.